# Ginger (múmia)
Ginger ou Homem de Guebeleim é uma múmia que foi encontrada no Egito em 1896, cuja idade calculada é de que tenha vivido há 5.500 anos. Ela está exposta no Museu Britânico de Londres desde 1901.

## Descoberta e Características
O corpo foi descoberto em 1896 em uma cova rasa na areia egípcia, junto de mais cinco corpos, o conjunto é chamado de múmias pré-dinásticas de Guebeleim, e foram escavadas por Wallis Budge, responsável pelas descobertas de egiptologia do Museu Britânico. Acredita-se que tenha vivido por volta de 3500 a.C., no período chamado de pré-dinástico (também conhecido como Neolítico tardio, que se estende de 6 mil a.C. até o período da primeira dinastia, quando o Egito foi unificado, provavelmente no final do período Nacada I (Cultura Amratiana)) em uma área perto do rio Nilo e cerca de 40Km ao sul de Tebas. O apelido Ginger foi dado devido os cabelos ruivos da múmia. Seu corpo foi mumificado naturalmente, permanecendo na posição flexionada.

## Causa da Morte
Estudos realizados em 2012 por médicos forenses utilizando a tecnologia 3D de tomografia computadorizada indicam que a múmia é de um homem que morreu entre 18 e 24 anos, de físico musculoso. Sua morte foi em decorrência de uma facada nas costas, sem luta por parte da vítima, o que indica um golpe surpresa. Seu ombro e as costelas estão bastante danificadas devido o forte golpe sofrido, por uma lâmina de sílex ou de cobre.